# Nelson (Argentinië)
Nelson is een plaats in het Argentijnse bestuurlijke gebied  La Capital in de provincie Santa Fe. De plaats telt 4.562 inwoners.